# Camporrells
Camporrells (auf Katalanisch; auf Spanisch Camporrélls) ist eine Gemeinde in der Provinz Huesca in der Autonomen Gemeinschaft Aragonien in Spanien. Sie liegt im Osten der Comarca La Litera. Die Gemeinde gehört zur katalanischsprachigen Franja de Aragón. In der Wirtschaft sind Ackerbau, Viehzucht und Tourismus vorherrschend.

## Bevölkerung
| 1900 | 1910 | 1930 | 1940 | 1950 | 1960 | 1970 | 1978 | 1991 | 1996 | 2001 | 2004 | 2008 |
| ---- | ---- | ---- | ---- | ---- | ---- | ---- | ---- | ---- | ---- | ---- | ---- | ---- |
| -    | -    | -    | -    | -    | -    | -    | -    | 269  | 263  | 247  | 231  | 206  |

## Sehenswürdigkeiten
- Kirche Sant Pere (18. Jahrhundert)
- Romanischen Einsiedeleien San Jaime (12. Jahrhundert), San Miguel (11. Jahrhundert) sowie die Einsiedelei von den Märtyrern (1693)
- Schwefelbad Las Fuentes

## Persönlichkeiten
- Gombau de Camporrells; Bischof von Lleida bis zu seinem Tod 1205.
- Josep Sistac i Zanuy (1907–1965), Elektroingenieur und Schriftsteller.
- Manuel Campo Vidal (* 1951), Journalist.